# Onthophagus kora
Onthophagus kora är en skalbaggsart som beskrevs av Ross Storey 1977. Onthophagus kora ingår i släktet Onthophagus och familjen bladhorningar. Inga underarter finns listade i Catalogue of Life.